# Erik-ház
Az Erik-ház azon svéd királyi családok egyike, mely 1130 és 1250 között ült a svéd trónon - a Sverker-házi uralkodókkal váltakozva, velük harcban. A család neve a ház első király, (Szent) Erik Jedvarsson nevéből ered. 
Az Erik-ház uralkodói:
- IX. Szent Erik
- Knut Eriksson
- Erik Knutsson
- XI. Selypítő Erik más nevén Sánta Erik

## Fordítás
- Ez a szócikk részben vagy egészben  az   Eriksgeschlecht című német Wikipédia-szócikk ezen változatának fordításán alapul.  Az eredeti cikk szerkesztőit annak laptörténete sorolja fel. Ez a jelzés csupán a megfogalmazás eredetét és a szerzői jogokat jelzi, nem szolgál a cikkben szereplő információk forrásmegjelöléseként.